# 洛杉磯河

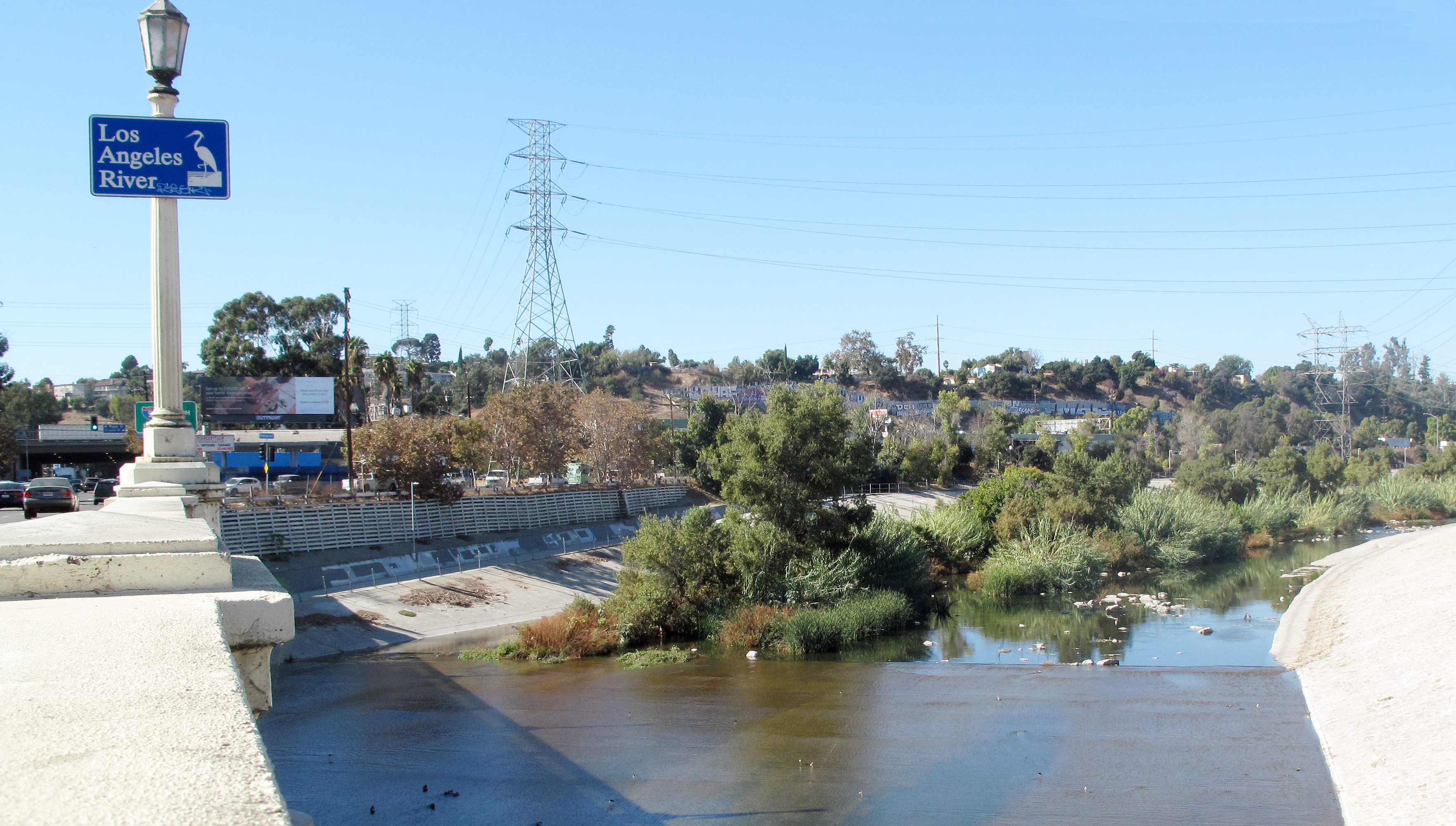
洛杉磯河

洛杉矶河是美国加利福尼亚州洛杉矶县的一条河流。它流经圣费尔南多谷、洛杉磯下城，河口位於长滩，其最終流入聖佩德羅灣。遊戲俠盜獵車手：聖安地列斯以及俠盜獵車手V中就有河流以洛杉磯河為原型。